# Axylia
Axylia är ett släkte av fjärilar som beskrevs av Jacob Hübner 1821. Axylia ingår i familjen nattflyn.

## Bildgalleri

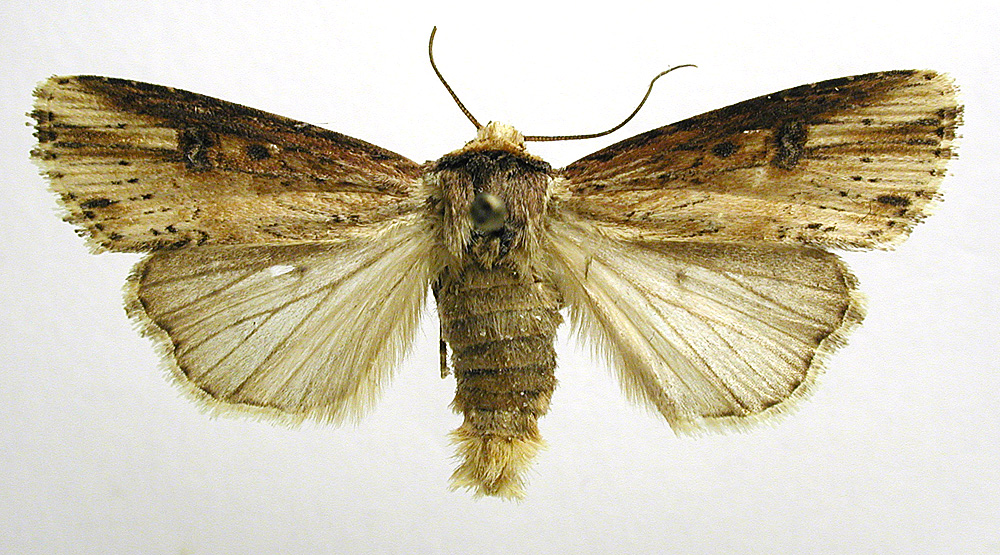

## Dottertaxa tillAxylia, i alfabetisk ordning[1][2]
- Axylia annularis
- Axylia aregashae
- Axylia belophora
- Axylia bilineata
- Axylia brunnea
- Axylia bryi
- Axylia clara
- Axylia coniorta
- Axylia corrupta
- Axylia dallolmoi
- Axylia destefanii
- Axylia dispalata
- Axylia edwardsi
- Axylia extranea
- Axylia gabriellae
- Axylia ikondae
- Axylia infusa
- Axylia intimima
- Axylia lignosa
- Axylia marthae
- Axylia mundipennis
- Axylia obscura
- Axylia orbicularis
- Axylia posterioducta
- Axylia putris
- Axylia renalis
- Axylia rhodopea
- Axylia ruficosta
- Axylia sanyetiensis
- Axylia sciodes
- Axylia sicca
- Axylia striata
- Axylia subcorticalis
- Axylia tangens
- Axylia transjecta
- Axylia triseriata
- Axylia unimacula
- Axylia ustula
- Axylia vespertina